# Асланов, Тейюб Шуэйюб оглы
Асланов Тейюб Шуэйюб оглы (род. 6 февраля 1967, Баку) — азербайджанский ханендэ, народный артист Азербайджана (2018), солист ансамбля «Древние музыкальные инструменты».

## Жизнь и деятельность
Тейюб Шуэйюб оглы Асланов родился 6 февраля 1967 года в городе Баку.
Он получил образование в 96-й средней школе с 1974 по 1984 годы.
В 1984—1989 годах он учился в Азербайджанском государственном университете нефти и промышленности на факультете нефти и газа.
С 1985 по 1987 годы служил в армии.
С 1989 по 1994 годы продолжал обучение по специальности актёр музыкального театра в Азербайджанском Государственном Университете Культуры и Искусств.
С 1995 года Тейюб Шуэйюб оглы Асланов выступает с Азербайджанским Мугам-трио и другими ансамблями на концертах и фестивалях в различных странах мира (США, Великобритания, Германия, Франция, Турция, Австрия, Нидерланды, Греция, Польша, Румыния, Украина, Беларусь, Молдавия, Таджикистан, Иран и др.).
Он принимал участие в различных культурных мероприятиях, включая фестивали, концерты, и открытие парка и памятника великому лидеру Гейдару Алиеву.
С 2001 года является солистом ансамбля «Древние музыкальные инструменты» при Государственном музее музыкальной культуры Азербайджана.

## Научная деятельность
С 1999 по 2012 год преподавал в классе кханде в 37-й Детской музыкальной школе (мугам, народные и композиторские песни).
С 2009 года работает преподавателем в Азербайджанском Государственном Университете Культуры и Искусств. С 2014 по 2017 годы был главным преподавателем, а с 2017 года работает доцентом. С сентября 2018 года является заведующим кафедрой «Мугамское искусство».
В 2015 году была опубликована методическая рекомендация «Интерпретация мугама „Баяти-Шираз“».

## Награды
- В сентябре 2007 года был удостоен звания заслуженного артиста Азербайджана
- 27 мая 2018 года получил звание народного артиста Азербайджана[3].

## Фильмография
Участие в фильме «Гиров» (производство «Азербайджанфильм»), где исполнял мугамы.